# Hylaeus trimerops
Hylaeus trimerops är en biart som först beskrevs av Cockerell 1916.  Hylaeus trimerops ingår i släktet citronbin, och familjen korttungebin. Inga underarter finns listade i Catalogue of Life.

## Bildgalleri

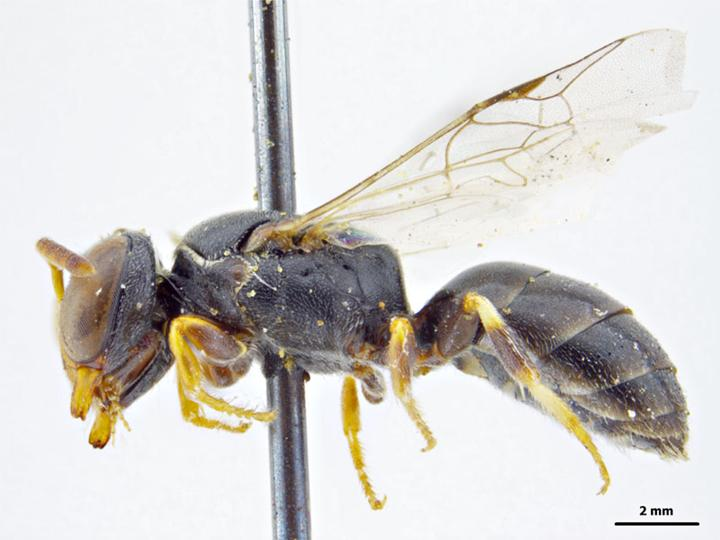
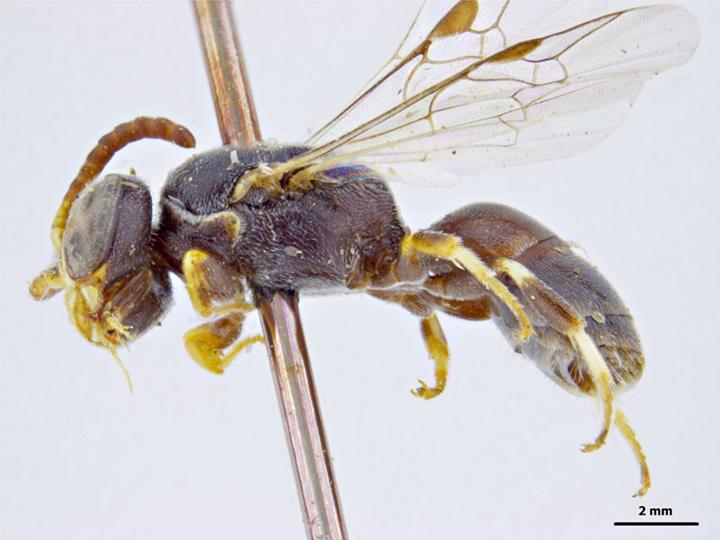